# Pulitzer-Preis 1971
Der Pulitzer-Preis 1971 war die 55. Verleihung des US-amerikanischen Literaturpreises. Das „Pulitzer Prize Board“ vergab Preise für Arbeiten, die während des Kalenderjahres 1970 entstanden waren.
Die Jury bestand aus 14 Personen unter dem Vorsitz von Joseph Pulitzer, Jr. (III.)

## Bereich Journalismus(Journalism)
| Kategorie                                                  | Preisträger                      | Begründung |
| ---------------------------------------------------------- | -------------------------------- | --- |
| Aktuelle Berichterstattung (Breaking News Reporting)       | Akron Beacon Journal             | Preis verliehen für die Berichterstattung über das Kent-State-Massaker |
| Dienst an der Öffentlichkeit (Public Service)              | Winston-Salem Journal            | Preis verliehen für deren jahrelange Kampagne, um Gebiete im westlichen North Carolina und Virginia von den Folgen des Continuous Surface Mining zu beschützen                              |
| Investigativer Journalismus (Investigative Reporting)      | William Jones                    | Preis verliehen für die Aufdeckung von Absprachen zwischen der Polizei und einer von Chicagos größten privaten Krankenwagen-Firmen, um den Betrieb in ärmeren Gegenden zu beschränken       |
| Kritik (Criticism)                                         | Harold C. Schonberg              | Preis verliehen für seine Musik-Kritiken |
| Karikatur (Editorial Cartooning)                           | Paul Conrad                      | Preis verliehen für seine Arbeit |
| Leitartikel (Editorial Writing)                            | Horance G. Davis Jr.             | Preis verliehen für seine Serie von Leitartikeln über Integration an Schulen |
| Kommentar (Commentary)                                     | William A. Caldwell              | Preis verliehen für seine Kommentare in der täglichen Kolumne |
| Auslandsberichterstattung (International Reporting)        | Jim Hoagland                     | Preis verliehen für seine Berichterstattung über den Kampf gegen Apartheid in der Südafrikanischen Republik                                                                                 |
| Berichterstattung im Inland (National Reporting)           | Thomas Powers und Lucinda Franks | Preis verliehen für die Artikel über Weatherman Mitglied Diana Oughton |
| Aktuelle Fotoberichterstattung (Breaking News Photography) | John Filo                        | Preis verliehen für ein Bild der 14-jährigen Mary Ann Vecchio, wie sie sich schreiend über den toten Körper des 20-jährigen Jeffrey Miller, eines der Opfer des Kent-State-Massakers, beugt |
| Feature-Fotoberichterstattung (Feature Photography)        | Jack Dykinga                     | Preis verliehen für die dramatischen und eindringlichen Bilder von den Lincoln & Dixon State Schools for the Retarded in Illinois                                                           |

## Bereich Literatur, Theater und Musik(Letters, Drama & Music)
| Kategorie                                                   | Preisträger                                                            |
| ----------------------------------------------------------- | ---------------------------------------------------------------------- |
| Geschichte (History)                                        | Roosevelt: The Soldier of Freedom, 1940–1945 von James MacGregor Burns |
| Sachbuch (General Nonfiction)                               | The Rising Sun von John Toland                                         |
| Musik (Music)                                               | Synchronisms No. 6 von Alan Feinberg                                   |
| Dichtung (Poetry)                                           | The Carrier of Ladders von W. S. Merwin                                |
| Theater (Drama)                                             | The Effect of Gamma Rays on Man-in-the-Moon Marigolds von Paul Zindel  |
| Biographie oder Autobiographie (Biography or Autobiography) | Robert Frost von Lawrence Thompson                                     |